# Klaus Weber (Basketballspieler)
Klaus Weber ist ein ehemaliger deutscher Basketballspieler.

## Werdegang
Weber gewann 1980 mit der A-Jugendmannschaft von TuS 04 Leverkusen die deutsche Meisterschaft dieser Altersklasse. Er gehörte zum Aufgebot der bundesdeutschen Auswahl, die im August 1980 an der Junioren-Europameisterschaft in Celje teilnahm. Weber war im Turnierverlauf mit 10 Punkten je Begegnung viertbester deutscher Korbschütze.
In der Basketball-Bundesliga erreichte er zwischen 1980 und 1983 eine Gesamtanzahl von 81 Einsätzen mit einem Mittelwert von 6,9 Punkten je Begegnung. Das beste Leverkusener Ergebnis in der Bundesliga dieser Zeit war der zweite Platz 1981. 1983 bestritt Weber zwei A-Länderspiele für die Bundesrepublik Deutschland.
Ab 1983 spielte er für die BC Giants Osnabrück in der Bundesliga, 1988 bis 1990 bei SSV Hagen.